# Giant Mine

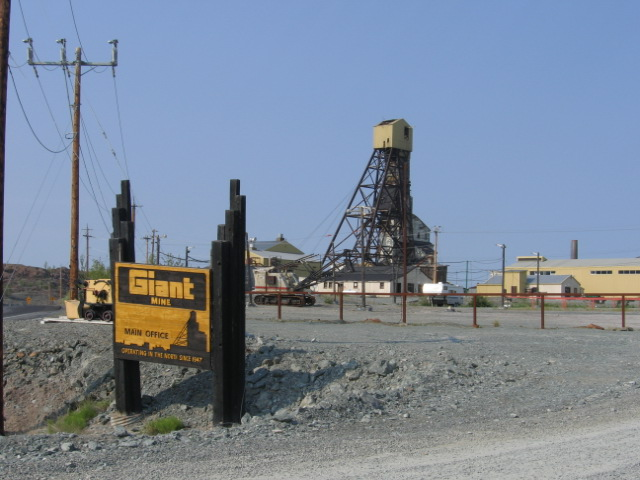
Giant Mine

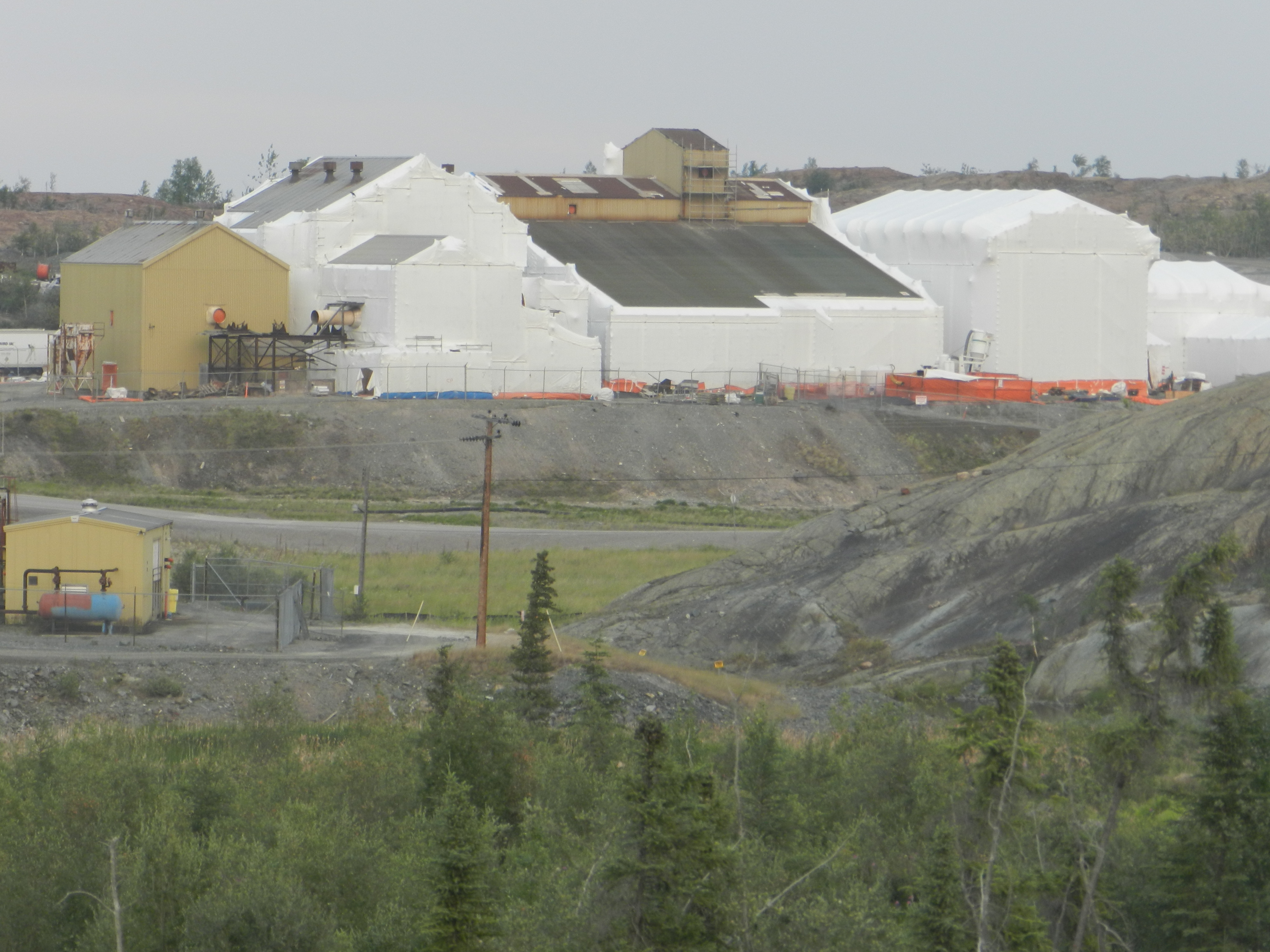
Byggnader under sanering

Giant Mine var en stor guldgruva vid Ingraham Trail i närheten av Yellowknife i Northwest Territories i Kanada.
Guldförande malm upptäcktes på platsen redan 1935, men dess omfattning blev inte känd förrän 1944, varefter en inmutningsboom inledes i Yellowknife. Giant Mine påbörjade brytning 1948 och lades ned 2004. Produktionen av guld över åren uppgick till 220.000 kilogram. Gruvan hade över åren många ägare, inklusive Falconbridge (1948-86 genom dotterbolaget Giant Yellowknife Mines Limited), Pamour of Australia (1986-90 genom dotterbolaget Giant Yellowknife Mines Limited), Royal Oak Mines (1990–99) och Miramar Mining Corporation (1999–2004). Efter det att  Royal Oak Mines gått i konkurs 1999, tog den kanadensiska regeringens Department of Indian Affairs and Northern Development över ansvaret för att rena gruvområdet. 

## Miljöarv
50 års gruvbrytning har skapat en mycket stort miljöbelastning, ett problem som gruvans tidigare ägare överlämnat till myndigheterna i Northwest Territories och den federala regeringen att lösa. Det största problemet är gruvans deposition av sammanlagt 237.000 ton arseniktrioxid (vit arsenik), ett gift som först gick ut med rökgaser genom skorstenar, men som sedan början av 1950-talet lagrats i puderform i underjordiska utrymmen. Arseniktrioxid bildades när den guldförande arsenikkismalmen upphettades for att friställa guld. Arseniktrioxid är lättlöslig, smak- och luktlös samt dödlig vid en dos av mindre än en ärtas storlek.
Gruvans miljöarv på ett 950 hektar stort område inkluderar åtta öppna gruvor, fyra slamdammar, 325.000  kubikmeter förorenad mark och ungefär 100 byggnader, bland annat en rostningsanläggning som är kraftigt förgiftad med arsenik och asbest.
Arseniktrioxiden förvaras i 15 underjordiska kamrar, vilka ursprungligen låg i permafrost, men vilka genom öppnande av nya gruvhål tinats upp. År 2006 hotade en underjordsflod at skölja ut gift i Great Slave Lake. Regeringens förslag att lösa problemet är att återfrysa dessa kamrar med en teknik som liknar den som används vid ishockeyarenor.